# Gmina Cameron (Iowa)

Położenie Gminy Cameron w hrabstwie Audubon

Gmina Cameron (ang. Cameron Township) – gmina w USA, w stanie Iowa, w hrabstwie Audubon. Według danych z 2022 roku gmina miała 168 mieszkańców.